# Rogail Joseph
Rogail Samantha Joseph (* 22. April 2000 in Worcester) ist eine südafrikanische Leichtathletin, die sich auf den Hürdenlauf spezialisiert hat. 2024 wurde sie Afrikaspielesiegerin über 400 Meter Hürden und wurde im selben Jahr in Douala Afrikameisterin.

## Sportliche Laufbahn
Erste internationale Erfahrungen sammelte Rogail Joseph bei den U20-Weltmeisterschaften 2018 in Tampere, bei denen sie in 61,68 s in der ersten Runde des 400-Meter-Hürdenlaufs ausschied. Im Jahr darauf siegte sie bei den Juniorenafrikameisterschaften in Abidjan mit neuem Meisterschaftsrekord von 57,37 s über 400 Meter Hürden, sowie in 13,97 s auch im 100-Meter-Hürdenlauf. Anschließend wurde sie bei der Sommer-Universiade in Neapel in 59,07 s Achte und belegte mit der südafrikanischen 4-mal-400-Meter-Staffel in 3:35,97 min Rang sieben. 2023 wurde sie bei den World University Games in Chengdu im Vorlauf über 400 Meter Hürden disqualifiziert und belegte mit der Staffel in 3:35,47 min den vierten Platz. Im Jahr darauf belegte sie bei den Afrikaspielen in Accra in 3:18,54 min den vierten Platz in der Mixed-Staffel und siegte mit neuer Bestleistung von 55,39 s über 400 Meter Hürden. Im Juni siegte sie in 55,71 s bei den Afrikameisterschaften in Douala, ehe sie im August bei den Olympischen Sommerspielen in Paris mit 54,12 s im Halbfinale ausschied. 

## Persönliche Bestzeiten
- 100 m Hürden: 13,97 s (+0,7 m/s), 18. April 2019 in Abidjan
- 400 m Hürden: 54,12 s, 6. August 2024 in Paris